# Кина на Светском првенству у атлетици у дворани 2022.
Кина је учествовала на 18. Светском првенству у атлетици у дворани 2022. одржаном у Београду од 18. до 20. марта осамнаести пут, односно учествовала је на свим првенствима до данас. Репрезентацију Кине представљала је 1 такмичарка  која се такмичила у скоку мотком.,
На овом првенству такмичарка Кине није освојила медаљу нити је постигла неки резултат.
У табели успешности према броју и пласману такмичара који су учествовали у финалним такмичењима (првих 8 такмичара) Кина је са 1 учесником у финалу делила 44. место са 2 бода.
| Плас. | Земља | 1. место | 2. место | 3. место | 4. место | 5. место | 6. место | 7. место | 8. место | Бр. финал. | Бод. |
| ----- | ----- | -------- | -------- | -------- | -------- | -------- | -------- | -------- | -------- | ---------- | ---- |
| =44.  | Кина  | 0        | 0        | 0        | 0        | 0        | 0        | 1        | 0        | 1          | 2    |

## Учесници
Жене:
- Лиђао Гунг — Скок мотком

## Резултати

### Жене
| Атлетичарка | Дисциплина  | Лични рекорд | Финале   | Финале | Детаљи |
| Атлетичарка | Дисциплина  | Лични рекорд | Резултат | Место  | Детаљи |
| ----------- | ----------- | ------------ | -------- | ------ | ------ |
| Хуејђин Сју | Скок мотком | 4,70 о       | 4,45     | 7 / 11 |        |